# Mallemuk
Mallemukken (latin: Fulmarus glacialis) er en stormfugl, der er udbredt langs arktiske og tempererede kyster, især ved Island, Færøerne og de Britiske Øer. Fuglen bliver 43-52cm lang og vejer 700-850 g. Dens vingefang er 101-117 cm lang og den lever 20-40 år. I Danmark er den en regelmæssig træk- og sommergæst ved kysterne. Siden 1998 har der flere gange været yngleforsøg ved Bulbjerg nær Hanstholm – med succes i 2000. Mallemukken kan blive gammel, idet den ældst registrerede fugl blev 40 år.

## Kendetegn
Mallemukken er en tung og tætbygget havfugl, der flyver med korte, stive vingeslag, som gør at den ikke let forveksles med måger. Vingen har et lyst felt i den yderste del. Hovedet er hvidt med en sort ring omkring øjet og med et grønligt næb med specielle næsebor, der som hos andre stormfugle er rørformede. Oversiden er grålig med et spættet udseende. Benene er grålige og halen ensfarvet grå.

## Føde
Føden består især af småfisk, blæksprutter og krebsdyr. Den fanges enten direkte fra vandoverfladen eller dykkende. Mallemukken følger ofte efter fiskerbåde på havet, for at tage fiskeaffald. Den kan også leve af fedt og tran fra døde hvaler som flyder på havet.[kilde mangler]

## Forekomst og ynglepladser
Almindelig ynglefugl ved kysterne i Irland, Storbritannien, Færøerne, Island, Grønland og Svalbard, hvor den yngler i kolonier på klippeskråninger og de lodrette fjeldvægges hylder, men også længere væk fra kysten. Den kan endvidere benytte sig af specielle redesteder andre steder, hvor den kan få ro. Den findes næsten overalt i de nordlige have.
Fra maj eller juni begynder den at ruge ca. 53 dage på et enkelt æg og ungerne er flyvefærdige efter ca. 48 dage. 
Når mallemukken slår sig ned på en afsats, tager den sig ikke af, om andre fuglearter har annekteret stedet. Forsvinder de ikke omgående, gylper mallemukken en ildelugtende olie ned over deres fjerdragt, så de aldrig kommer tilbage til klippehylden.[kilde mangler] Når fuglefangere kommer i line ned langs fjeldmuren, sker der ofte at de får deres tøj tilsølet af det ildelugtende opgylp, som mallemukkerne kan slynge indtil et par meter fra sig. 
På Færøerne er mallemukkens fede unger, en af færingernes yndlingsspiser. Ungernes flyveevne i den første tid efter at de har forladt reden er endnu så ringe, at de ikke kan komme på vingerne uden forholdsvis stærke vinde. De er derfor lette at fange med en ketcher fra en motorbåd. I 1930'erne udbrød der en epidemi på Færøerne med mange døde. Heldigvis konstaterede lægerne kort tid efter udbruddet, at smittekilden var mallemukungerne. I nutiden bliver slagtede unger behandlet, så smitten undgås.